# Berliet GDH
Der Berliet GDH war ein vom französischen Kraftfahrzeughersteller Berliet in Lyon ab 1924 hergestelltes Fahrgestell für Omnibusse und Lkw.

## Geschichte und Technik
Der Berliet GDH erhielt im Juli 1926 seine allgemeine Betriebserlaubnis. Der Motor vom Typ MLBC war im Prinzip der in Details verbesserte Motor des Berliet CBA von 1915. Das Fahrzeug war steuerlich mit 15 CV eingestuft, die bei 900/min abgegebene effektive Höchstleistung wird – damaliger Sitte in Frankreich folgend – in den Quellen nicht angegeben. Die Nutzlast betrug 5 Tonnen, der Antrieb auf die Hinterräder erfolgte über eine Kardanwelle. Bezüglich der übrigen technischen Daten, soweit überliefert, wird auf die Info-Box verwiesen. Die gebaute Stückzahl ist unbekannt.

### GDHB
Der GDHB war eine Langhauber-Omnibus-Variante des Berliet GDH. Die allgemeine Betriebserlaubnis datiert vom November 1927. Im Prinzip hatte er die gleiche technische Ausstattung wie der Berliet GDH. Steuerlich war das Fahrzeug mit 20 CV eingestuft, der Motor des Typs MLB gab seine ungenannte Höchstleistung bei 1200/min ab. Das Eigengewicht des Chassis ohne Aufbauten betrug 3750 kg. Der Omnibus hatte üblicherweise 33 Sitzplätze, es gab aber eine Sonderanfertigung mit 52 Plätzen für Werksangehörige von Berliet.

### GDH 6
Der Berliet GDH6 war eine Variante des GDH mit Dieselmotor. Die allgemeine Betriebserlaubnis wurde im Januar 1931 erteilt. Der Vierzylindermotor des Typs MDA hatte 110 mm Bohrung und 160 mm Hub, woraus sich ein Hubraum von 6082 cm³ errechnet. Steuerlich war das Fahrzeug mit 23 CV, aufgrund der Änderung der Steuergesetze ab Oktober 1932 mit 16 CV eingestuft, der Motor leistete 50 PS bei 1400/min. Das Eigengewicht des Chassis ohne Aufbauten betrug 3960 kg, die Nutzlast lag nach wie vor bei 5 Tonnen und das höchstzulässige Gesamtgewicht bei 12 Tonnen.

### Originalquellen
Eine Publikation, in der alle vor 1945 gebauten Berliet-Typen individuell abgehandelt wären, gibt es nicht. Neben der unten erwähnten Literatur wurde auf folgende in der Fondation Berliet verwahrte Originalunterlagen zurückgegriffen:
- "Fiches des Mines": Es handelt sich um die Unterlagen zur Erteilung einer allgemeinen Betriebserlaubnis, hierfür ist in Frankreich der "Inspecteur des mines" sachlich zuständig. Diese Unterlagen sind chronologisch geordnet und nummeriert. Nicht zu jedem Typ bzw. Variante gibt es entsprechende Unterlagen, teils, weil sie wohl als Untervarianten eines Typs verstanden wurden, für den eine gesonderte Erlaubnis nicht erforderlich war, teils wohl, weil diese Unterlagen im Laufe der letzten 100 Jahre verlorengegangen sind. Bei Militärtypen gibt es Hinweise, dass eine Betriebserlaubnis direkt durch militärische Dienststellen erfolgte, was entsprechende "fiches des mines" überflüssig machte. Die Quellenbezeichnung lautet: "Fiches No...."
- "Etat des véhicules utilitaires et autobus declares aux mines depuis 1920", eine 15-seitige Zusammenstellung vom 1. Dezember 1941, enthält insbesondere die reservierten Chassisnummernbänder, die jedoch vielfach nicht vollständig ausgeschöpft wurden, einige Typen bzw. Varianten werden nicht erwähnt, Quellenbezeichnung lautet: "Etat S..."
- "Nombre de véhicules construits de 1930 à 1942", siebenseitige Zusammenstellung der zwischen 1930 und 1942 gebauten Stückzahlen an Nutzfahrzeugen, erstellt wohl 1943, erste Seite teilweise irreparabel verderbt, teilweise werden mehrere Typen bzw. Varianten zusammengefasst, Quellenbezeichnung lautet: "Nombre S...."

### Sonstige Literatur
- Monique Chapelle: Berliet. 1. Auflage. EMCE, Saint-Chamond 2016, ISBN 978-2-35740-049-8.
- Christophe Puvilland: Berliet 1905–1978, toute la gamme omnibus, autocars, autobus et trolleybus. 1. Auflage. histoire&collections, Paris 2008, ISBN 978-2-35250-059-9.
- François Vauvillier: Tous les Berliet militaires 1914–1940, vol.1: les camions. histoire&collections, Paris 2019, ISBN 978-2-35250-496-2.